# Boarmia tephrinaria
Boarmia tephrinaria là một loài bướm đêm trong họ Geometridae.